# Dohňany
Dohňany – wieś (obec) na Słowacji, w kraju trenczyńskim, w powiecie Púchov. 

## Położenie
Wieś leży w dolinie rzeki Biela voda (prawobrzeżnego dopływu Wagu), ok. 5 km od Púchova. Jej zabudowania ciągną się kilkoma pasami wzdłuż tej doliny oraz rozkładają się w bocznej dolince, którą spływa Dohniansky potok (prawobrzeżny dopływ Bielej vody).
Doliną Bielej vody biegną przez wieś  droga krajowa nr 49 z Púchova do przejścia granicznego z Republiką Czeską na Przełęczy Lyskiej (455 m n.p.m.; cz. Hraniční přechod Střelná/Lysá pod Makytou) i równolegle do niej linia kolejowa Púchov-Horní Lideč (już w Czechach).

## Historia
Pierwsza pisemna wzmianka o miejscowości pochodzi z 1471 roku.

## Demografia
Według spisu ludności z 2011 roku wieś liczyła 1736 mieszkańców.
W 2011 roku w Dohňanach odbyły się mistrzostwa Europy w kolarstwie górskim.